# St. Nikolaus (Einsiedl)

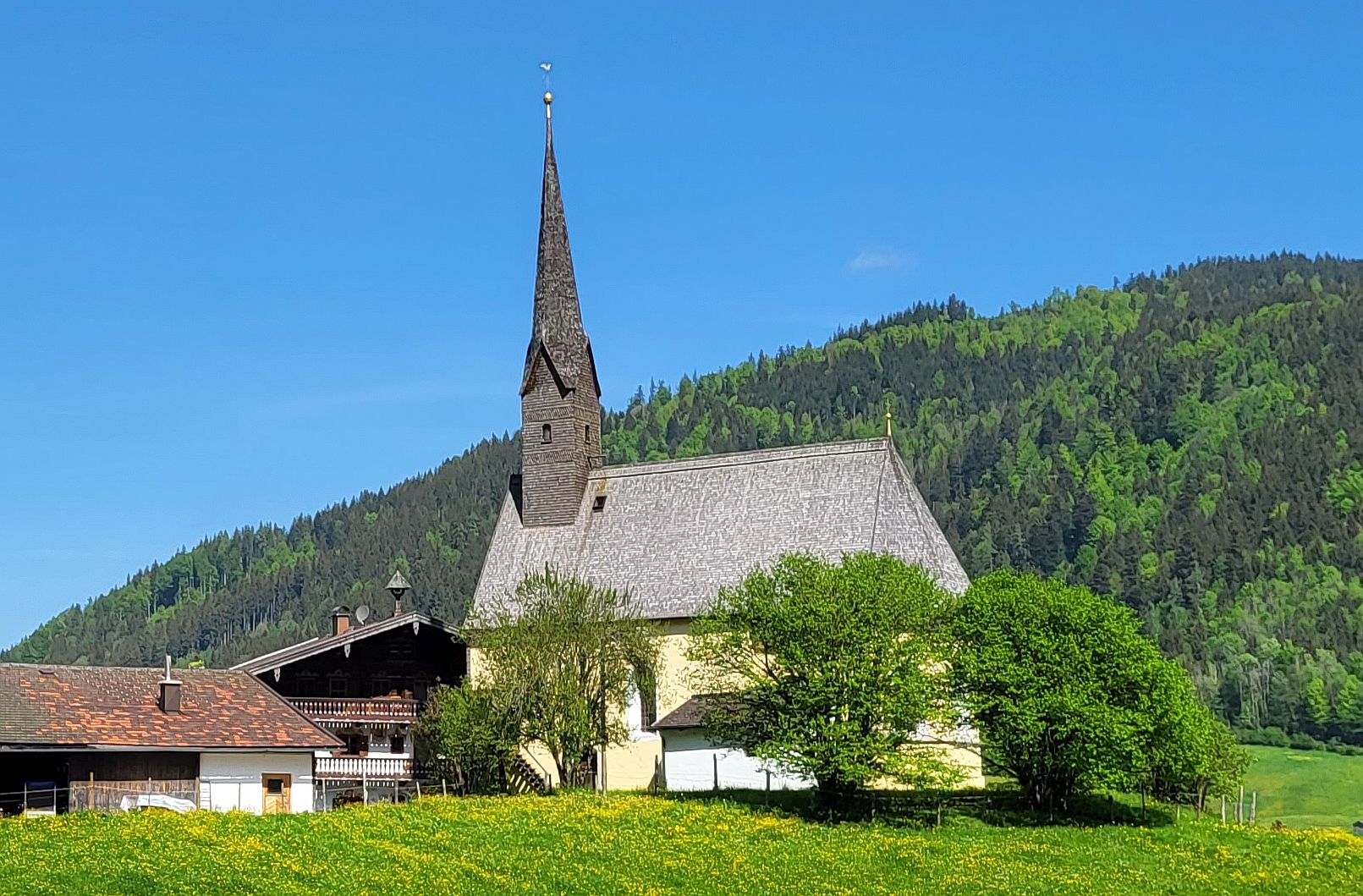
St. Nikolaus, Blick von Südosten

Die Kirche St. Nikolaus ist eine katholische Filialkirche in Einsiedl, einem Ortsteil der Gemeinde Inzell im oberbayerischen Landkreis Traunstein.

## Geschichte
Die Geschichte der Kirche beginnt im 12. Jahrhundert, als die im Raum Reichenhall ansässigen Grafen von Plain mit dem Salzburger Erzbischof in Konflikt gerieten. Luitpold II., Graf von Plain, soll daraufhin im Jahr 1167 die Stadt Salzburg angegriffen und zu großen Teilen niedergebrannt haben. Als Folge des Überfalls wurde er als Einsiedler in ein ödes Landstück unterhalb des Staufen verbannt, wo er 1177 mit dem Bau der Kirche begann. Am 8. Juni 1212 wurde die Kirche durch den Salzburger Erzbischof Eberhard von Regensberg geweiht. Luitpold bekam zudem ein Gut an der Kirche überschrieben, um deren Erhalt und Betrieb zu sichern. In der Weiheurkunde aus dem Jahr 1212 ist zu lesen:

„Ich Eberhard II., Erzbischof von Salzburg, gebe kund, dass ich die bei Inzell gelegene, von Luitpold dem Einsiedler erbaute Kirche eingeweiht und mit einem eigenen, jener Kirche nahen Gut in der Absicht geschenkt habe, damit aus dessen Ertrag die Beleuchtung der gedachten Kirche zur Nachtzeit bestritten werden könne.“

In den späteren Jahrhunderten erfolgten mehrere An- und Umbauten des Kirchengebäudes. So wurde im 15. Jahrhundert der Chor errichtet, im 17. Jahrhundert kamen barocke, in der zweiten Hälfte des 19. Jahrhunderts gotische Elemente hinzu. In den 1930er Jahren erfolgten Umbauten im Innenraum, etwa am Altar.

## Ausstattung

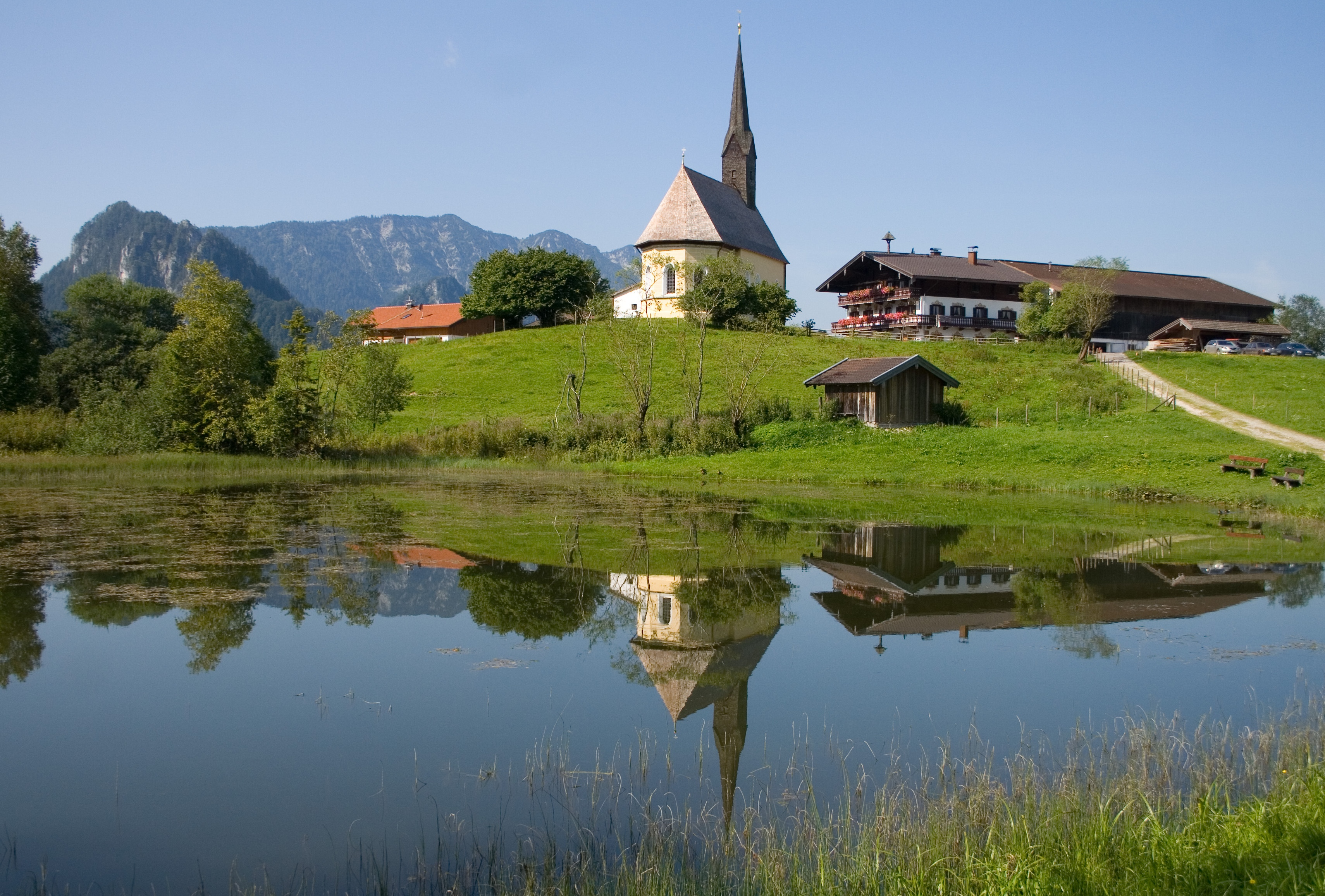
Blick von Osten

Das Kreuz im Chorbogen ist als Baum des Lebens gestaltet und wird in die zweite Hälfte des 14. Jahrhunderts datiert. Eine Glasmalerei im nördlichen Chorfenster, die um 1420 bis 1430 entstand, zeigt die Verkündigung an Maria und die Geburt Jesu. Am Ausgang der Kirche befinden sich zwei Relieffiguren von Maria und Josef von Nazaret, die um 1500 entstanden. Um 1860 entstand ein Kreuzweg an den Innenmauern der Kirche.
Der heutige Hochaltar entstand zwischen 1936 und 1938. Die zentrale Figur des Altars ist eine Skulptur des Heiligen Nikolaus von Myra, deren Entstehung in das 15. Jahrhundert datiert wird. Zwei weitere Figuren am Altar, die aus dem 16. Jahrhundert stammen, zeigen die Heiligen Stephanus und Laurentius. Den Gnadenstuhl und den Altaraufsatz schuf der Schnitzer Georg Hinterseer aus Ruhpolding im Jahr 1940, die Gemälde in den Altarflügeln stammen von Georg Gschwendtner, einem Künstler aus Karlstein, ebenfalls aus den 1940er Jahren.
Das Kirchengebäude steht samt Ausstattung unter der Aktennummer D-1-89-124-14 als Baudenkmal unter Schutz. Der Kern des Langhauses stammt noch immer aus der Zeit des Kirchenbaus um das Jahr 1200.

## Sonstiges
Auf dem Gebiet der Kirche St. Nikolaus wurden „untertägige mittelalterliche und frühneuzeitliche Befunde“ lokalisiert, die vom Bayerischen Landesamt für Denkmalpflege unter der Aktennummer D-1-8242-0110 als Bodendenkmal klassifiziert und damit unter Schutz gestellt wurden.